# Milton Viera
Milton Viera Rivero (11 maja 1946) – piłkarz urugwajski noszący przydomek Tornillo, rozgrywający. Wzrost 175 cm, waga 73 kg. Syn trenera Ondino Viery.
Jako piłkarz klubu Club Nacional de Football wziął udział razem z reprezentacją Urugwaju w finałach mistrzostw świata w 1966 roku, gdzie Urugwaj dotarł do ćwierćfinału. Zagrał w trzech meczach – z Anglią, Francją i Meksykiem.
Nigdy nie zagrał w turnieju Copa América.
Początkowo grał w Nacionalu, skąd w 1968 wypożyczony został do argentyńskiego klubu z Buenos Aires Boca Juniors. Po powrocie do kraju został piłkarzem klubu CA Peñarol.
Grając w klubach Peñarol i Nacional rozegrał w Pucharze Wyzwolicieli 56 meczów i zdobył 6 bramek. Dwukrotnie dotarł do finału (raz z Nacionalem w Copa Libertadores 1967 i raz z Peñarolem w Copa Libertadores 1970) i trzykrotnie do półfinału (raz z Nacionalem w Copa Libertadores 1966 i dwukrotnie jako piłkarz Peñarolu – w Copa Libertadores 1969 oraz Copa Libertadores 1972).
W 1972 wyjechał do Grecji, gdzie występował w barwach Olympiakos SFP i AEK Ateny, zdobywając 5 razy tytuł mistrza Grecji (trzykrotnie z Olympiakosem – w 1973, 1974, 1975 oraz dwukrotnie w AEK – w 1978 i 1979) oraz dwukrotnie Puchar Grecji (z Olympiakosem – w 1973 i 1975).